# Fernand Chapouthier
Pour les articles homonymes, voir Chapouthier.
 (août 2010).
Si vous disposez d'ouvrages ou d'articles de référence ou si vous connaissez des sites web de qualité traitant du thème abordé ici, merci de compléter l'article en donnant les références utiles à sa vérifiabilité et en les liant à la section « Notes et références ».
Fernand Chapouthier, né à Bordeaux le 14 octobre 1899 et mort à Paris 5e le 12 décembre 1953, est un helléniste et archéologue français qui fut professeur à la Sorbonne et directeur adjoint de l'École normale supérieure.

## Biographie

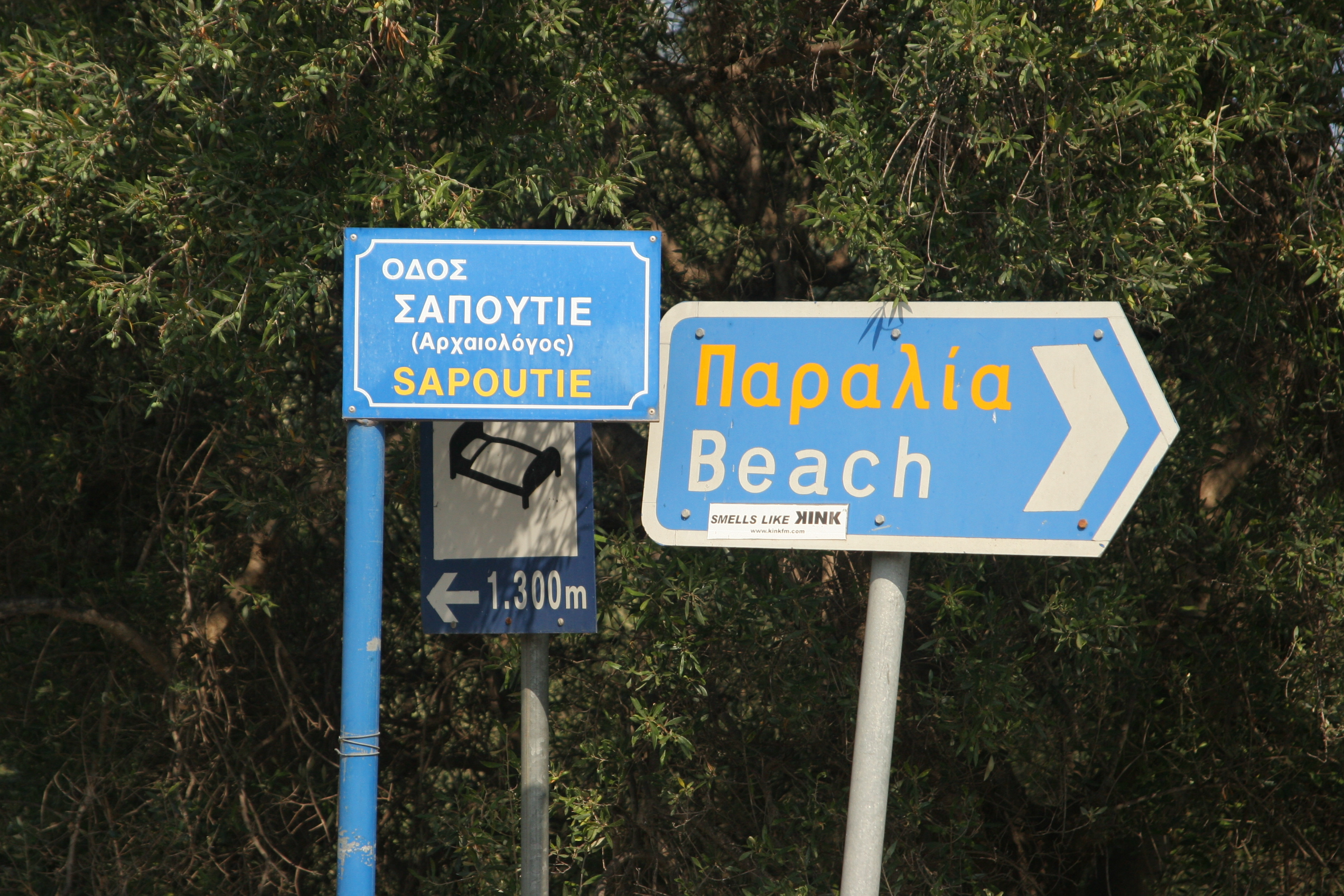
Rue Chapouthier à Malia (Crète)

Après de brillantes études au lycée de Bordeaux, en compagnie de Paul, son frère jumeau (1899-1966), Jean Louis Fernand Chapouthier est admis en 1918 à l’École normale supérieure, où il a l'occasion de faire la connaissance de Pierre Demargne et de Robert Flacelière. Reçu 5e à l'agrégation des lettres en 1922, il entre la même année à l’École française d'Athènes, où il se lie d’amitié avec Henri Seyrig. Il enseigne successivement aux universités de Dijon (1929-1931) et de Bordeaux (1931-1937), puis, après la soutenance en 1936 de sa thèse de doctorat ès lettres sur Les Dioscures au service d’une déesse, à la Sorbonne (1937-1953), où il occupe à partir de 1941 la chaire de professeur de langue et littérature grecques. En 1948, il est nommé directeur adjoint de l’École normale supérieure (le directeur étant le chimiste Georges Dupont). C'est dans l'exercice de ces fonctions qu'il meurt prématurément en 1953. Il fut l'ami des hellénistes Pierre Devambez et Robert Flacelière, du latiniste Pierre Boyancé et de Jean Auba.
Fernand Chapouthier a effectué une double carrière d’helléniste, spécialisé dans l’œuvre d’Euripide, et d’archéologue spécialisé dans les études crétoises. En effet, après avoir fouillé à Samothrace au début de sa carrière, il a activement participé aux fouilles du site crétois de Mal(l)ia. Durant la seconde guerre mondiale, il a aussi travaillé au « chiffre », en collaboration notamment avec son ami, le futur inspecteur d’allemand Henri Audoin.
Deux rues portent son nom en Crète, l’une à Héraklion, l’autre à Malia.
Marié à Odette Mazaubert (1913-1994), connue sous le nom de « Carquelin » pour ses écrits en saintongeais, Fernand Chapouthier a eu deux enfants, dont le biologiste et philosophe Georges Chapouthier.

## Œuvres
Sur la Crète et le monde préhellénique :
- Dans la collection « Études crétoises » (Paris, Geuthner) : contributions aux tomes I (avec J. Charbonneaux, 1928), II (1930), III (avec R. Joly, 1934), IV (avec R. Joly, 1936), V (1938), VI (avec P. Demargne, 1942) et X (1955).

Sur l'archéologie de Délos :
- Exploration archéologique de Délos faite par l'École française d'Athènes. 16, Le Sanctuaire des dieux de Samothrace, par Fernand Chapouthier, Paris, E. de Boccard, 1935, 95 p.

Sur Euripide et la fin du Ve siècle av. J.-C. :
- Euripide, V : Hélène ; Les Phéniciennes, texte établi et traduit par Henri Grégoire et Louis Méridier, avec la collab. de Fernand Chapouthier, Paris, Les Belles Lettres, « Collection des universités de France. Série grecque », 1950, 226 p.
- Euripide, VI, 1 : Oreste, texte établi et annoté par Fernand Chapouthier et traduit par Louis Méridier, Paris, Les Belles Lettres, « Collection des universités de France. Série grecque », 1959, 101 p.
- « Euripide et l’accueil du divin », dans La notion du divin depuis Homère jusqu’à Platon, Vandœuvres-Genève, Fondation Hardt pour l'étude de l'Antiquité classique , coll. « Entretiens sur l'Antiquité classique », 1955, p. 205-226.

Sur l’histoire et l’iconographie religieuse grecques :
- Les Dioscures au service d’une déesse : étude d'iconographie religieuse, Paris, E. de Boccard, coll. « Bibliothèque des Écoles françaises d'Athènes et de Rome », 1936, 380 p.

Synthèses et essais :
- Introduction à : Antoine Bon, En Grèce : cent dix-huit photographies, Paris, Hartmann, 1932.
- Introduction à : Antoine Bon, Retour en Grèce : cent trente-quatre photographies, Paris, Hartmann, 1934.
- Collaboration à : Pierre Jouguet, Édouard Dhorme, Jacques Vandier [et al.], Les premières civilisations, nouvelle éd., Paris, Presses universitaires de France, 1950.

Fernand Chapouthier est aussi l’auteur de nombreux articles scientifiques concernant la littérature, l’archéologie, l'épigraphie et la religion grecques. On en trouvera la référence dans les volumes correspondants de L'Année philologique : bibliographie critique et analytique de l’Antiquité gréco-latine.